# 엔터브레인
엔터브레인(영어: Enterbrain, 일본어: エンターブレイン)은 일본의 출판사 카도카와 퓨처 퍼블리싱의 출판 부서다.

## 같이 보기
- 패미통
- 패미통 문고